# 香港恒生大學

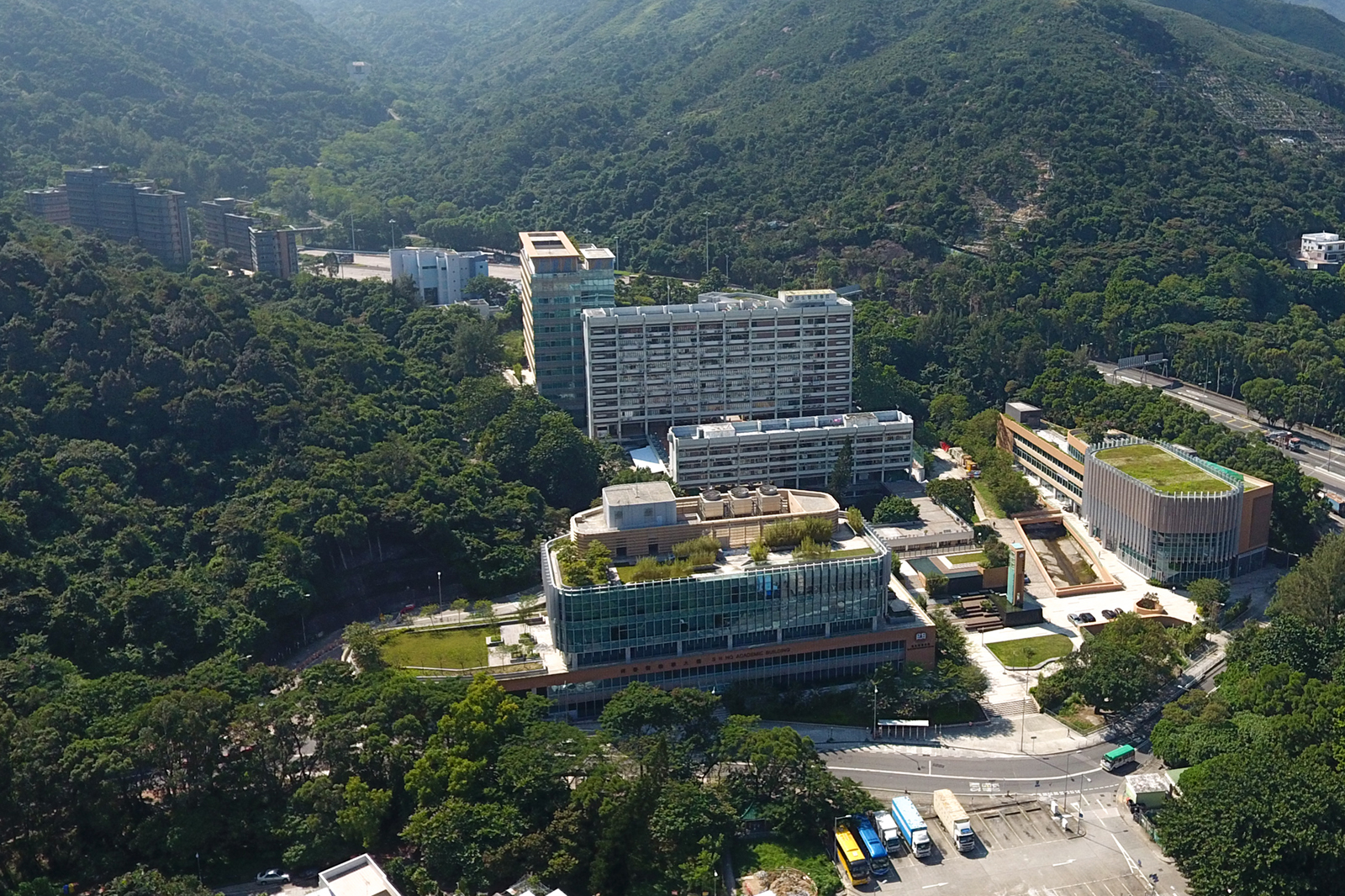
香港恒生大學全貌

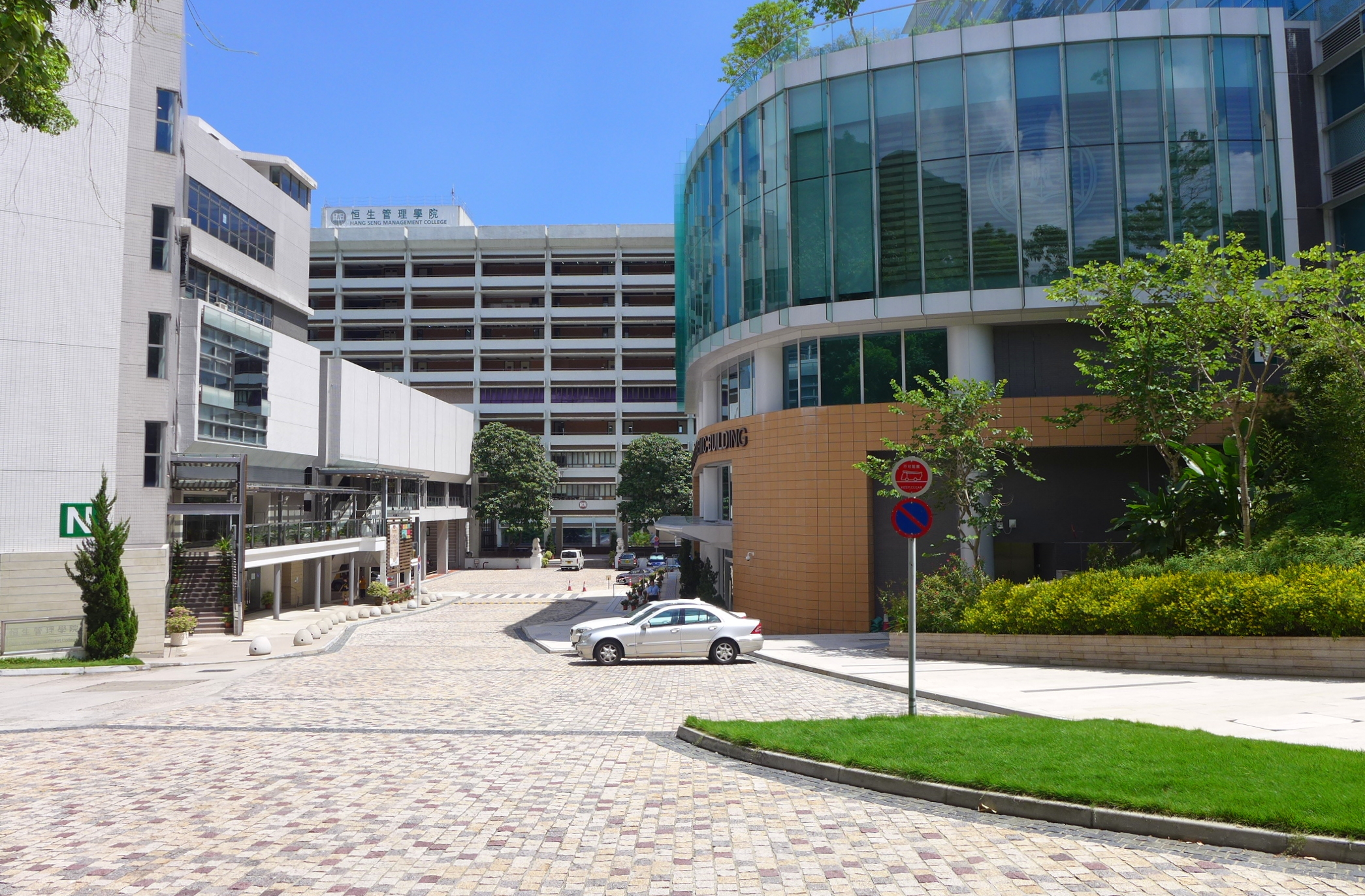
大學內的N座教學行政大樓及D座利國偉教學大樓（右）

22°22′44.9″N 114°12′41.4″E / 22.379139°N 114.211500°E
香港恒生大學（英語：The Hang Seng University of Hong Kong），簡稱恒大，前稱恒生管理學院，由恒生商學書院改組而成，是香港的一所私立大學。大學由六個學院組成（包括商學院、傳播學院、決策科學學院、人文社會科學學院、翻譯及外語學院和跨學科學院），現有超過6,700名全日制學生、逾200名全職教學人員及逾360名全職行政及學術支援人員。
2018年10月30日，行政長官會同行政會議通過恒生管理學院正名為大學，成為香港第二所私立大學，校方其後於11月8日舉行正名啟動禮。
2021年4月21日，香港恒生大學於英國泰晤士高等教育（THE）最新公佈的「全球大學影響力排名」中，在「優質教育」及「體面工作和經濟增長」兩項位列全球首200名。在2021年世界大學影響力排名中，香港恒生大學首屆上榜，排在全球第401名；國際高等教育資訊機構（QS）公布2025亞洲大學排名，香港恒生大學則排名541至560位。 新加坡高等教育顧問機構AppliedHE公布2023年東盟+地區私立大學評比中，香港恒生大學位列第七，並在大中華地區及「就業能力」方面居首。

## 教育模式
香港恒生大學採用「博雅＋專業」教育模式，並配合iGPS「期望畢業生特質」框架（包括：智能（i）／思考能力、共通技能（G）、個人發展（P）和（S）投入社群（S））。
「博雅」是指以廣泛及跨學科的方式來連接不同知識領域、啟發思考和解決問題。恒大認為，本科教育的目的不僅是為了獲得更多知識以及在畢業後有更好的工作前景，亦是為了培養學生的個人價值觀、志趣和可轉移的核心能力，讓他們作好裝備，成為全面和負責任的人，能夠自信地處理未來工作和生活中的挑戰。
「專業」是指雖然恒大的教育模式是廣泛及跨學科，鑒於大多數香港的大學畢業生都在獲得學士學位後尋找全職工作，因此很多恒大的學位課程都是專業導向，裝備學生在未來從事有關的專業知識和技能。

## 歷史
香港恒生大學的前身——恒生管理學院在2010年由恒生商學書院成立。同年5月，學院根據《專上學院條例》註冊成為認可專上學院，並於同年9月開辦工商管理副學士、工商管理副學士先修、工商管理（榮譽）學士、供應鏈管理工商管理（榮譽）學士及商務翻譯（榮譽）學士課程。與此同時，原本由恒生商學書院開辦的工商管理副學士及工商管理副學士先修課程亦於2010年9月起由學院接辦。

### 三三四學制改組

恒生管理學院時期校徽

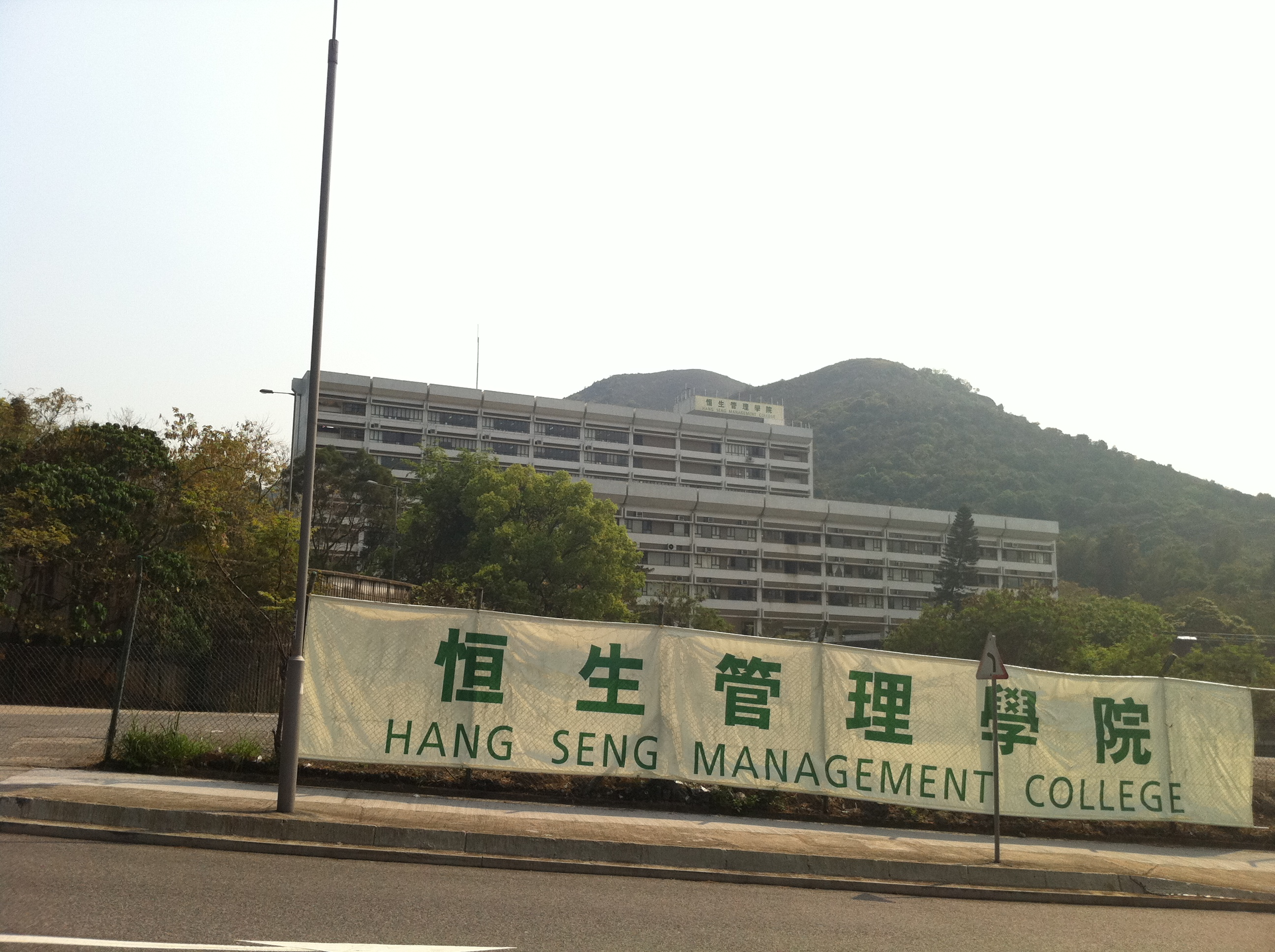
已批予學院的廣善街空置地，其外圍已掛上學院的橫額（2011年4月）

2010年代初，港府推行三三四學制，當最後一屆預科生於2012年畢業後，恒生商學書院的預科課程將不復存在。由於根據《教育條例》註冊的學校無權頒授學位，恒商決定根據《專上學院條例》，改組恒生管理學院，全面發展為大專院校，大規模進行校園擴建工程。
始於學院未成立時，恒商管理層已積極向政府申請毗鄰現有校舍的土地，其中一幅面積約5,600平方米的土地於2010年12月獲批，並於2011年4月1日正式轉交學院。預料建於該幅土地的教學大樓啟用後，校園總面積將由15,000平方米增至40,000平方米。除該幅用地外，學院已獲政府批出合共五幅土地，用以擴充校園及改善現有設施之用。
恒生管理學院成立典禮於2011年1月28日舉行，由時任行政長官曾蔭權及校董會主席兼任校監梁高美懿主持，當天同時舉行恒生商學書院30周年慶典。
2011年6月25日，恒生管理學院慶祝成立一周年，同時舉行傳播學院成立慶禮，為2011/12學年新開辦的新聞及傳播學士課程準備。同時，協理副校長曹虹教授正式上任傳播學院院長。由於新高中學制下再無會考畢業生，在新學制下的畢業生則毋須修讀先修課程即可以直接就讀副學士課程，原有的一年制工商管理副學士先修課程於同年9月起停辦；與此同時，開辦新聞及傳播（榮譽）學士課程。。同年12月9日，副學士及副學士先修課程之畢業典禮以恒生管理學院的名義舉行，教育局常任秘書長謝凌潔貞女士獲得邀請出席。
2012年，恒生管理學院開辦英國語文（榮譽）學士。
2014年，恒生管理學院開辦5個學士課程，包括數據科學及商業智能學（榮譽）理學士學位課程、管理學工商管理（榮譽）學士學位課程、企業管治工商管理（榮譽）學士學位課程、金融分析工商管理（榮譽）學士學位課程及管理科學與資訊管理（榮譽）學士學位課程。
2015年，恒生管理學院開辦中文（榮譽）學士。並計劃於2016至17學年起計劃推出亞洲研究及創意計算學兩個學士課程。
恒生大學提供範圍廣泛的四年制榮譽學士學位課程及碩士學位課程 。部分課程為全港首創。所有課程均獲香港學術及職業資歷評審局（HKCAAVQ）審批認可並獲香港特區、中國內地和台灣政府承認。

### 正名大學
恒生管理學院於2017年向政府提交升格為私立大學之申請。同年，學院邀請香港學術及職業資歷評審局進行評審，並認為學院已達到私立大學的應有水準。
2018年10月30日，行政長官會同行政會議正式批准恒生管理學院的申請，恒生管理學院正式正名為香港恒生大學，正名後報讀人數亦較2017年增加了約35%。
2020年，香港恒生大學開辦經濟學工商管理（榮譽）學士學位課程。

## 學院及學系
- 商學院（页面存档备份，存于）
  - 會計學系（页面存档备份，存于）
  - 經濟及金融學系 （页面存档备份，存于）
  - 管理學系（页面存档备份，存于）
  - 市場學系（页面存档备份，存于）
- 傳播學院（页面存档备份，存于）
- 決策科學學院（页面存档备份，存于）
  - 計算機科學系 （页面存档备份，存于）
  - 數學、統計及保險學系（页面存档备份，存于）
  - 供應鏈及資訊管理學系（页面存档备份，存于）
- 人文社會科學學院（页面存档备份，存于）
  - 藝術設計系（页面存档备份，存于）
  - 中文系（页面存档备份，存于）
  - 英文系（页面存档备份，存于）
  - 社會科學系（页面存档备份，存于）
- 翻譯及外語學院（页面存档备份，存于）

### 歷任校長
2018年前為恒生管理學院，由恒生商學書院成立並共用校舍。
| 任 | 肖像 | 校長        | 上任            | 卸任            | 備註 |
| -- | ---- | ----------- | --------------- | --------------- | ---- |
| 1  |      | 崔康常 博士 | 2010年 5月4日   | 2012年 12月21日 |      |
| -  |      | 方梓勳 教授 | 2012年 12月22日 | 2014年 3月15日  | 署任 |
| 2  |      | 何順文 教授 | 2014年 3月16日  | 現任            |      |

### 主要教職員
| 校長 - 何順文教授 常務副校長 - 許溢宏教授 副校長 - 許溢宏教授（學術及研究） - 方永豪博士（機構發展） 署理副校長 - 符可瑩教授（教學及學生體驗） 協理副校長 - 楊如虹女士（校園發展服務） 行政及支援部門 - 圖書館館長：鄭世福先生 - 教務長：黃若霞博士 - 財務總監：李應祥先生 - 學生事務總監：李德芬女士 | - 商學院院長：李海東教授 - 商學院副院長：梁劍平副教授 - 市場系 - 系主任：陳芳怡博士 - 經濟及金融系 - 系主任：崔錦雄博士 - 會計系 - 系主任：林自強教授 - 管理學系 - 系主任：符可瑩教授 - 決策科學學院院長：陳偉森教授 - 決策科學學院副院長：蔡少佳教授（研究） - 決策科學學院副院長：巫耀榮博士（教學） - 電子計算系 - 系主任：劉海教授 - 數學、統計及保險學系 - 系主任：蔡少佳教授 - 供應鏈及資訊管理系 - 系主任：吳志雄博士 | - 院長：曹虹教授 - 副院長：趙應春教授 - 人文學院院長：譚國根教授 - 中文系 - 系主任、講座教授：張光裕教授 - 英文系 - 系主任：馮啟陽博士 - 系副主任：貝曉越博士 - 社會科學系 - 系主任：高朗教授 - 藝術設計系 - 系主任：許焯權教授 - 院長：方梓勳教授 - 副院長：陳嘉恩博士 |

## 學術架構

### 課程
大學所有課程均獲香港學術及職業資歷評審局審批認可。所開辦的課程列表如下：
四年制本科課程
- 商學院 
  - 企業管治與合規工商管理（榮譽）學士
  - 經濟學工商管理（榮譽）學士
  - 金融及銀行學工商管理（榮譽）學士
  - 金融分析及金融科技工商管理（榮譽）學士
  - 綜合工商管理（榮譽）學士
  - 環球商業管理工商管理（榮譽）學士
  - 人力資源管理工商管理（榮譽）學士
  - 管理學工商管理（榮譽）學士
  - 市場學工商管理（榮譽）學士
  - 專業會計學工商管理（榮譽）學士
- 傳播學院
  - 新聞及傳播（榮譽）學士
  - 融合媒體及傳播科技（榮譽）文學士
  - 藝術及文化傳播（榮譽）文學士
- 決策科學學院
  - 供應鏈管理工商管理（榮譽）學士
  - 商業分析與資訊管理（榮譽）理學士
  - 精算及保險（榮譽）理學士
  - 計算機應用（榮譽）理學士
  - 數據科學及商業智能學（榮譽）理學士
- 人文社會科學學院
  - 藝術設計（榮譽）文學士
  - 中文（榮譽）文學士
  - 文化及創意產業（榮譽）文學士
  - 英國語文（榮譽）學士
  - 心理學（榮譽）文學士
  - 亞洲研究（榮譽）社會科學學士
  - 哲學、政治學與經濟（榮譽）社會科學學士
- 翻譯及外語學院
  - 商務翻譯（榮譽）學士

修課式研究生課程
- 商學院 
  - 商業管理碩士
  - 創業管理理學碩士
- 傳播學院
  - 策略傳播文學碩士
- 決策科學學院
  - 環球供應鏈管理理學碩士
  - 保險理學碩士
  - 數據科學及人工智能理學碩士
- 人文社會科學學院
  - 中文文學碩士
  - 文化遺產管理文學碩士
  - 英語教學與評核文學碩士
  - 環球英語文學及文化研究文學碩士
  - 戲劇研究文學碩士
  - 公共政策及風險治理社會科學碩士
- 翻譯及外語學院
  - 翻譯文學碩士（商務與法律）
  - 翻譯文學碩士（電腦輔助翻譯）

2014/15學年為最後一屆開辦副學位課程（當時只開辦兩年制工商管理副學士課程），副學位課程已於2016/17學年起停辦。而因應新高中學制的實行，一年制工商管理副學士先修課程已於2011年9月起停辦。

## 收生情況
參考傳媒及自資專上教育委員會公開資料，該校的全日制專上課程的第一年級收生人數如下：
| 學年    | 學士學位 | 銜接學位 | 收生總數 |
| ------- | -------- | -------- | -------- |
| 2015/16 | 1,071    | 136      | 1,207    |
| 2016/17 | 1,166    | 233      | 1,399    |
| 2017/18 | 1,073    | 311      | 1,384    |
| 2018/19 | 926      | 478      | 1,404    |
| 2019/20 | 1,348    | 857      | 2,205    |
| 2020/21 | 915      | 1,072    | 1,987    |
| 2021/22 | 804      | 999      | 1,803    |
| 2022/23 | 796      | 926      | 1,722    |
| 2023/24 |          |          | 1,741    |
| 2024/25 |          |          | 1,952    |

## 科研

### 概況
香港恒生大學認為研究必須具備至少四項元素，包括研究的創新性、相關性、影響力以及其推動優質教學的能力。學術研究在現今的高等教育、大學使命以至學術生活層面上。

#### 商學院
策略性研究領域：
- 會計及財務研究
  - 企業社交網絡（OSN）
  - 責任型投資管理及金融市場穩定性

- 行為研究
  - 國際及跨文化管理研究
  - 消費者研究—集中探討文化及可持續性議題

研究項目一覽（由研究資助局資助）：
- 創業與革新—迎難而上 營商有道
- 消費者口碑內容和口碑場合的相配性：多元方法研究
- 電視節目植入式廣告的監管及效果研究
- 文化混搭的心裡接受機制：文化禮貌的影響效用
- 團隊認知多元化與創造力：團隊學習與包容的作用

#### 傳播學院
策略性研究領域：
- 商業新聞
- 企業傳訊

研究項目一覽（由研究資助局資助）：
- 從編輯室到課室—彌合香港財經新聞實踐與教育差距之研究
- 媒體、專家、知識政治：「旅遊業承載力」的社會風險

#### 決策科學學院
策略性研究領域：
- 商業分析及優質供應鏈
- 大數據中的數據挖掘與知識修復

研究項目一覽（由研究資助局資助）：
- 廣義多目標規劃及其在投資組合選擇問題中的應用
- 以整合模型的方法提升香港港口的競爭力
- 基于模型的非監督式圖像分割方法
- 敏感性問题中的新项目計數技術：理論與方法
- 供應鏈脫碳—行業最佳實踐與研發碳足跡工具組
- 透過香港強積金和英國個人儲蓄帳戶分析投資者的系統性偏見
- 應用統計學研討會系列

#### 人文社會科學學院
策略性研究領域：
- 文藝及語言
- 文學及其他藝術
- 亞洲研究
- 數位人文

研究項目一覽（由研究資助局資助）：
- 從哲學的觀點看︰情緒與心情的交互影響
- 回流港人的早期父職經驗:夫妻關係、親子和工作
- 探索香港自資高等教育環境中英語教師的評估實踐及學生對此的看法
- 脫敏數據過濾以優化加密雲數據庫系統的查詢處理
- 關於二維矩陣排樣問題及長寬比例的考量
- 任務型教學中的次序，類型和條件問題：直接任務表現和長期英文水平發展的研究
- 武威漢代醫簡釋文校訂及其相關問題研究

#### 翻譯及外語學院
策略性研究領域：
- 商業法律翻譯
- 電腦與商務翻譯
- 財經翻譯
- 商務傳譯

研究項目一覽（由研究資助局資助）：
- 檢視現行法律系課程以推動香港法庭使用廣東話審訊

## 校園發展計劃

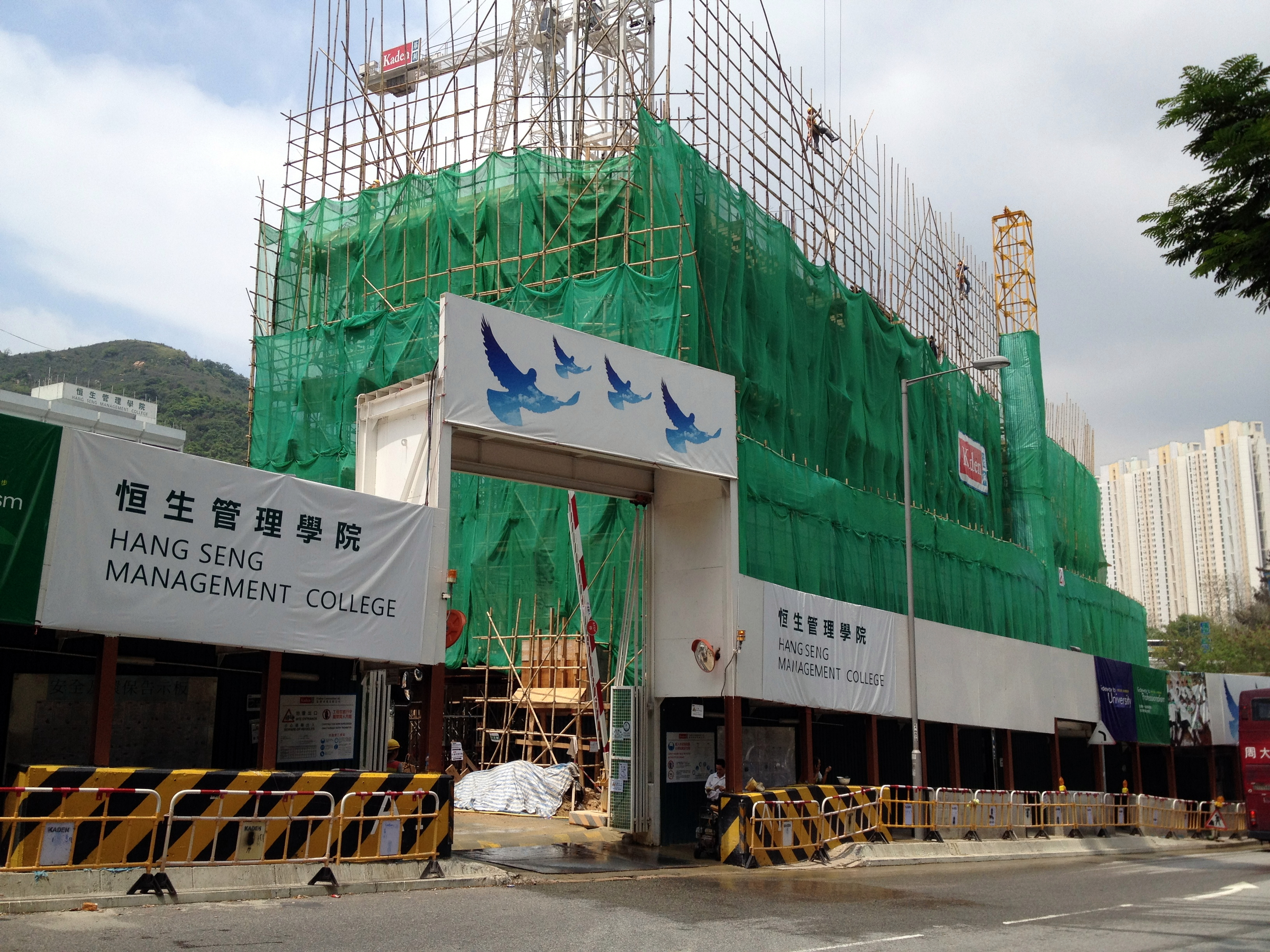
興建中的何善衡教學大樓（2012年5月）

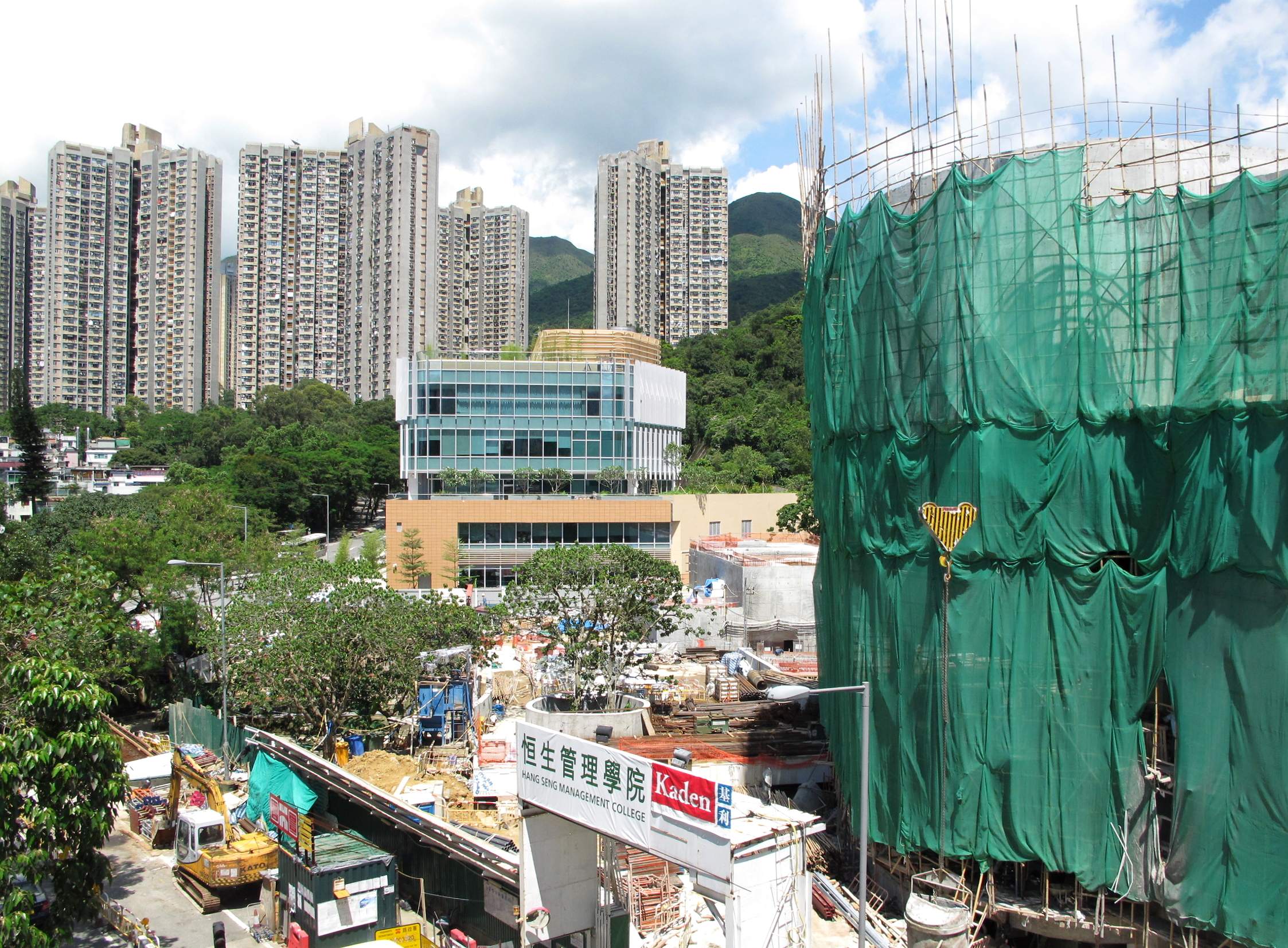
B 座學生康樂活動中心正興建中，後方的何善衡教學大樓已建成（2013年5月）

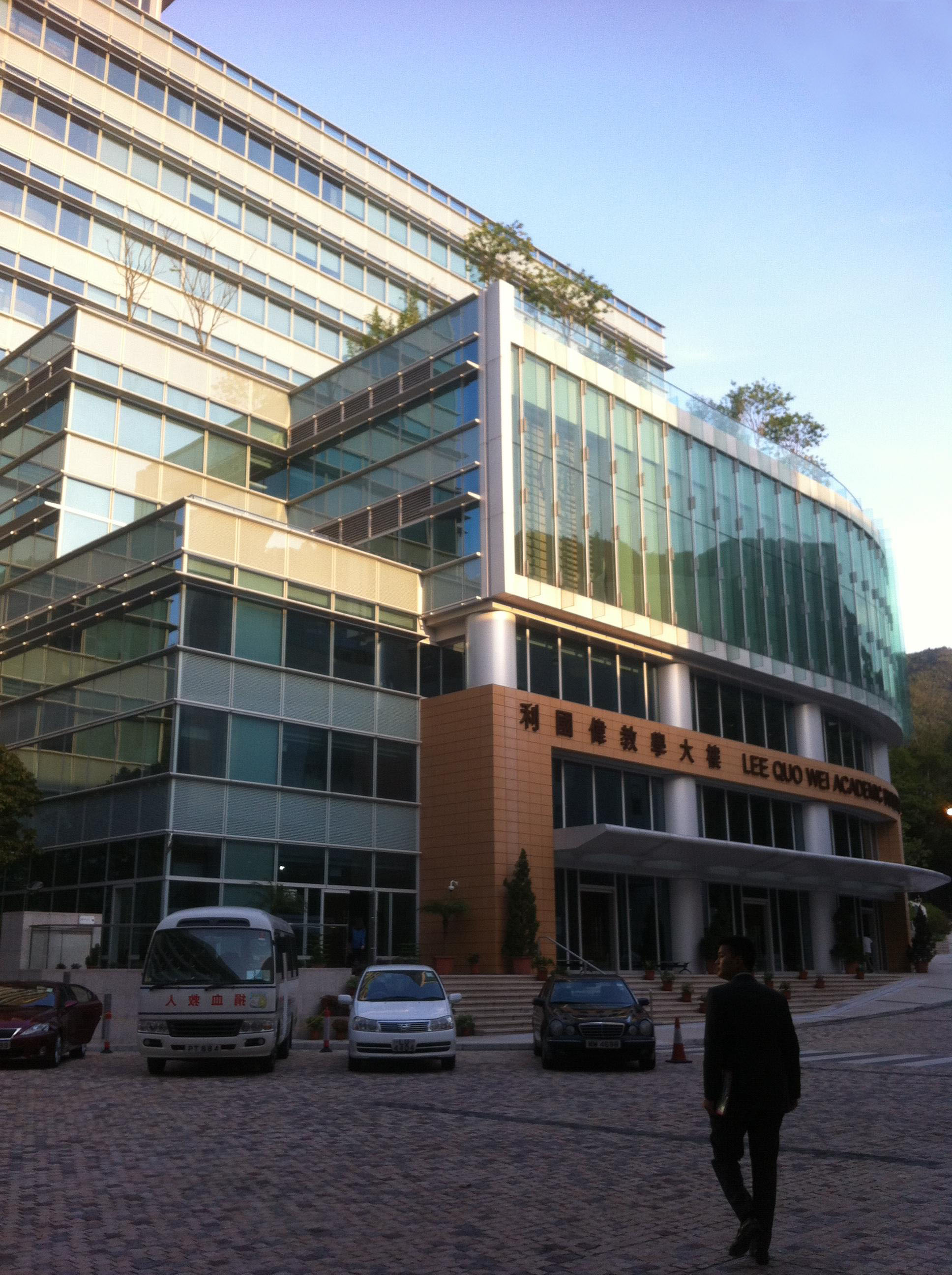
2013年9月啟用的利國偉教學大樓

### 第一期
- 2011年9月，學院校園發展第一期動工，並開始在位於牛皮沙街、廣善街及行善里旁、原訂興建耀中國際學校的地盤，分別興建一座教學大樓、一座學生活動及康樂中心、毗鄰現有教學主樓的一座綜合大樓及其他相關設施。學院預計第一期工程於2012年年底前竣工。

### 第二期
- 恒生管理學院 F 區賽馬會學生舍堂：學院獲批另一塊位於行善里、毗鄰主校舍及大老山隧道的土地，並擬興建一座學生及教職員宿舍，以提供1,200個學生宿位及20個教職員宿舍。

### 第三期
- C1區：待恒生管理學院賽馬會學生舍堂竣工後，三十多樓齡的學生及教職員宿舍將會拆卸，改建為新教學綜合大樓，當中設有教室講台。
- C2區：以延續C1區的新教學綜合大樓，原址的M座教學行政大樓也會改建為新教學大樓，當中同樣設有教室講台。另外，學院擬在新學生及教職員宿舍落成後拆卸現有的教職員宿舍，並在原址興建另一座教學大樓。
- 開展第三期新校園發展規劃會視乎資金籌募情況。

2020年，校長通過郵件聲稱，將在B座李兆基綜合大樓（B Building）附近建造4層新的教學樓。2022年，教學樓已完成近100%的地基工作。同年，42年的M食堂翻新，連接大老山隧道收費廣場的橋樑正在建造3部新電梯。
新教學大樓興建計劃 —「創意人文館」
新教學大樓「創意人文館」於2021年正式動工，項目獲香港測量師學會頒發「QS大獎金獎（創新服務）」。新教學大樓樓面面積 : 約3,100 平方米。

## 設施
全部建築物均由王歐陽（香港）有限公司設計，其中M座由王歐陽已故合伙人歐陽昭設計，其餘由現任合伙人林炳康設計。

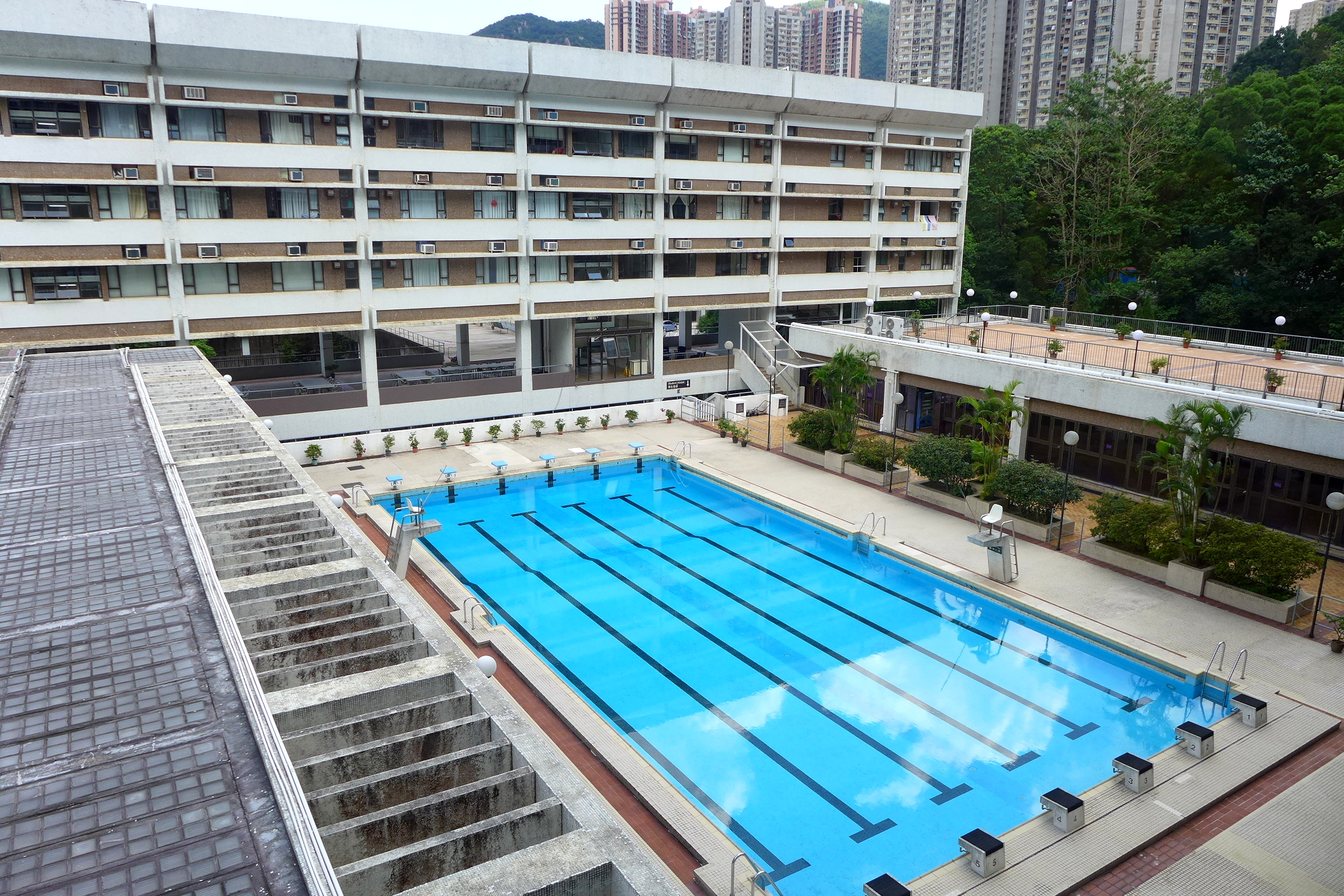
教職員宿舍及游泳池

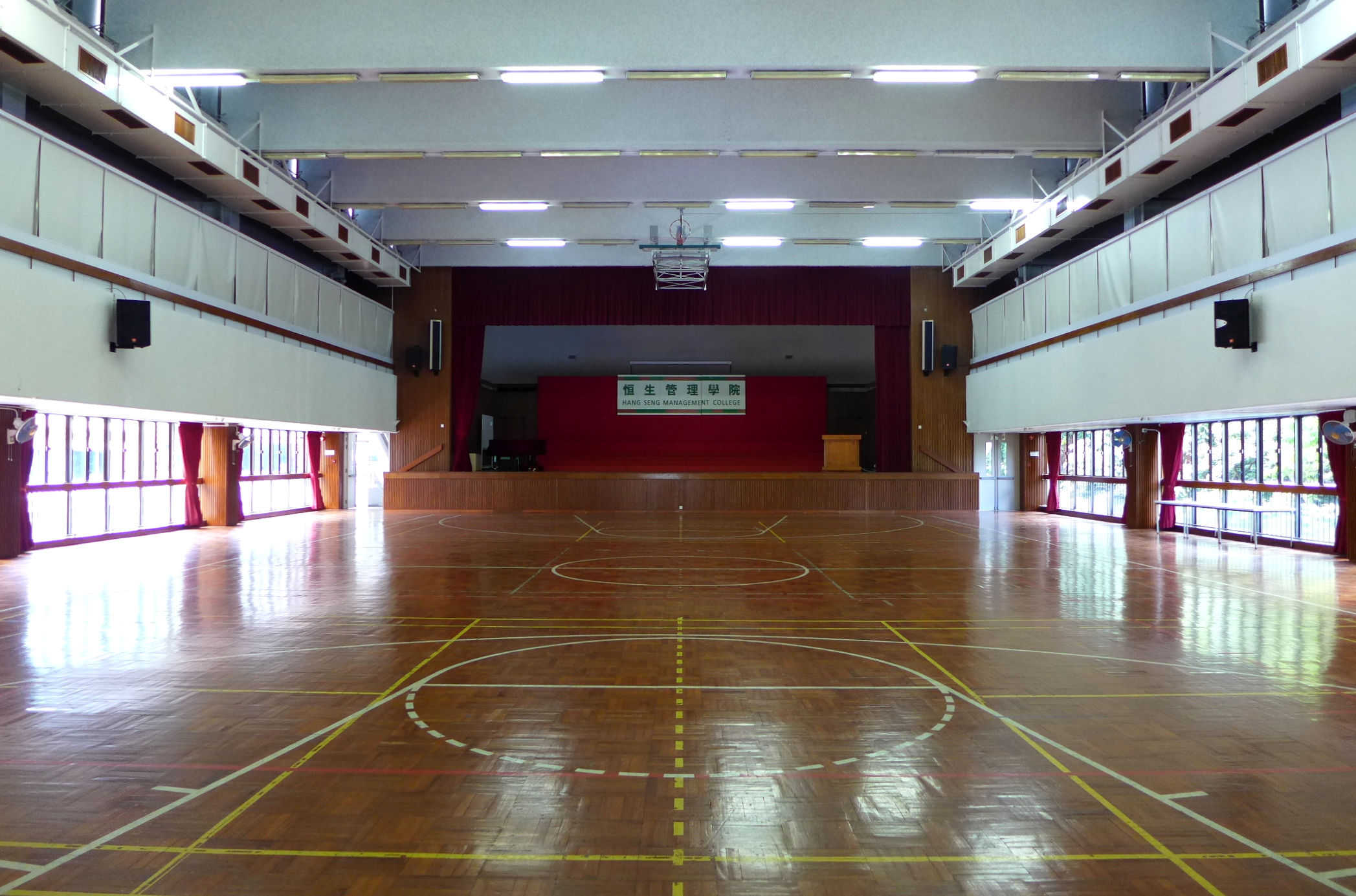
大學禮堂

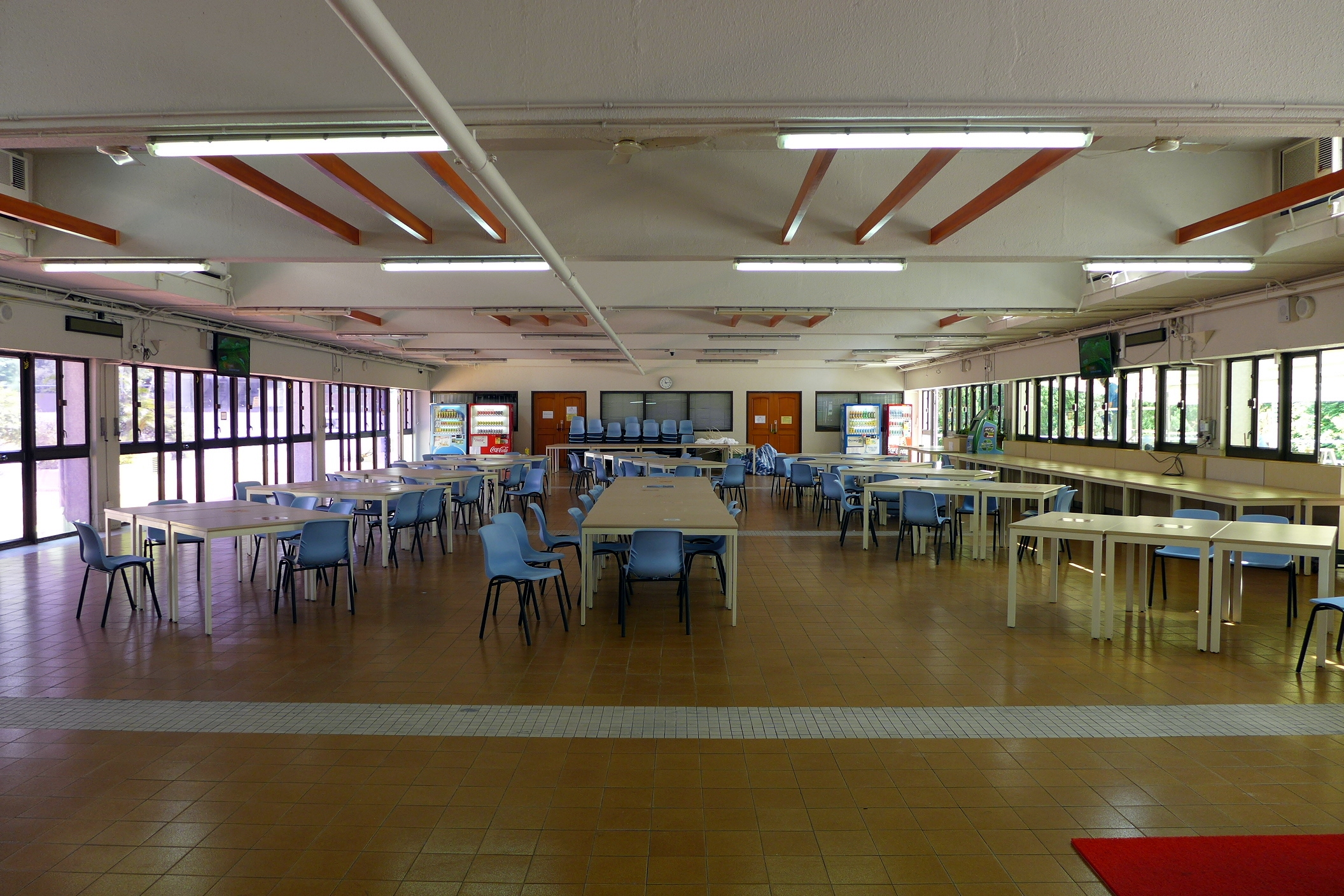
有恒軒—教職員／學生餐廳 （翻新前）

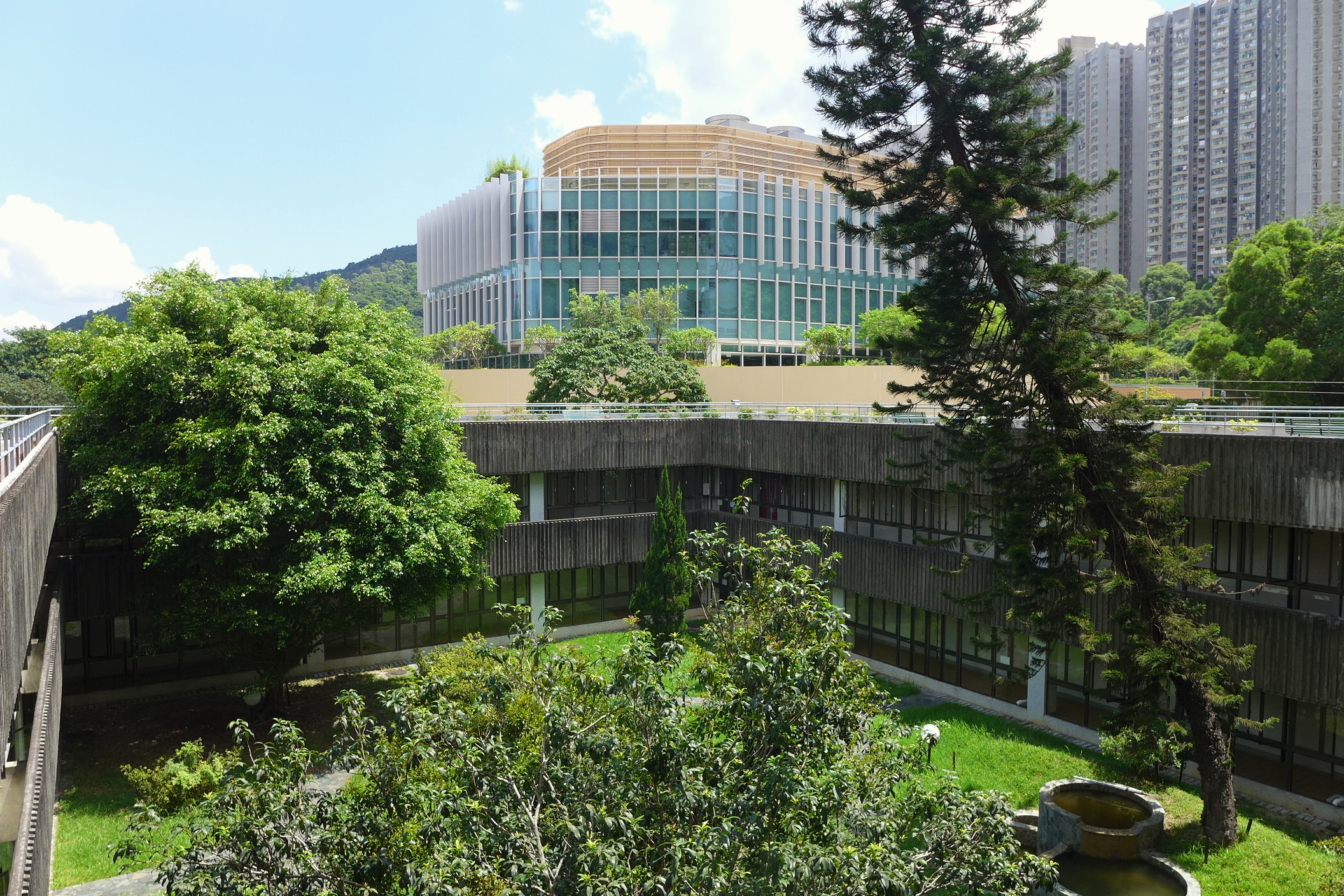
元舍堂（Old Hall）內的庭園

（依照各大樓落成先後次序排列）

### 袁炳濤校園 M 座教學行政大樓（Main Building）
- 2/F：「約薈」/M餐廳、「有恒軒」/教職員交誼室、室外游泳池、露天籃球場、元舍堂、深度學習研究與運用中心、教與學發展中心、Stimulation and Interactive Learning Centre、商學研究所、大中華研究中心
- 3/F：M平台、傳播學院影視製作中心、「道生廣場」
- 4/F：學院禮堂
- 5/F：學系及行政辦公室
- 6/F：學生事務處、成長輔導中心
- 7/F：語言研習室、資訊科技學習中心、多用途活動室、24小時電腦室
- 8/F：翻譯工作室、電腦室
- 9/F：課室
- 10/F：演講廳、課室

袁炳濤校園M座大樓於1980年建成，亦即恒生商學書院（恒生管理學院的前身）創校的同一年。
自1980年代創校以來，恒商的工商管理文憑、工商管理副學士學位及其他專業課程，在學界及商界甚具口碑，教學都在M 座教學行政大樓進行。2012年和2013年期間，大樓內的教學及行政辦公室和教學室陸續遷往何善衡教學大樓和利國偉教學大樓。

### 袁炳濤校園 N 座羅許潔珊樓（N Building）
- G/F：電台廣播錄音室、創新及創業中心
- 1/F: 教務處、林李翹如演講廳
- 2/F: 電腦室、多媒體教室、課室
- 3/F：課室
- 4/F：課室
- 5/F： 演講廳

袁炳濤校園N座大樓於2008年建成，位於地下的電台廣播錄音室主要為傳播學院學生提供先進尖端的教學設施。
2023年獲冠名更名為羅許潔珊樓
何善衡教學大樓、李兆基綜合大樓、偉倫廣場及利國偉教學大樓落成啟用，標誌著學院新校園發展規劃第一期竣工。香港恒生大學賽馬會住宿書院屬於第二期工程，於2015年9月完成。

### A 座何善衡教學大樓（A Building）

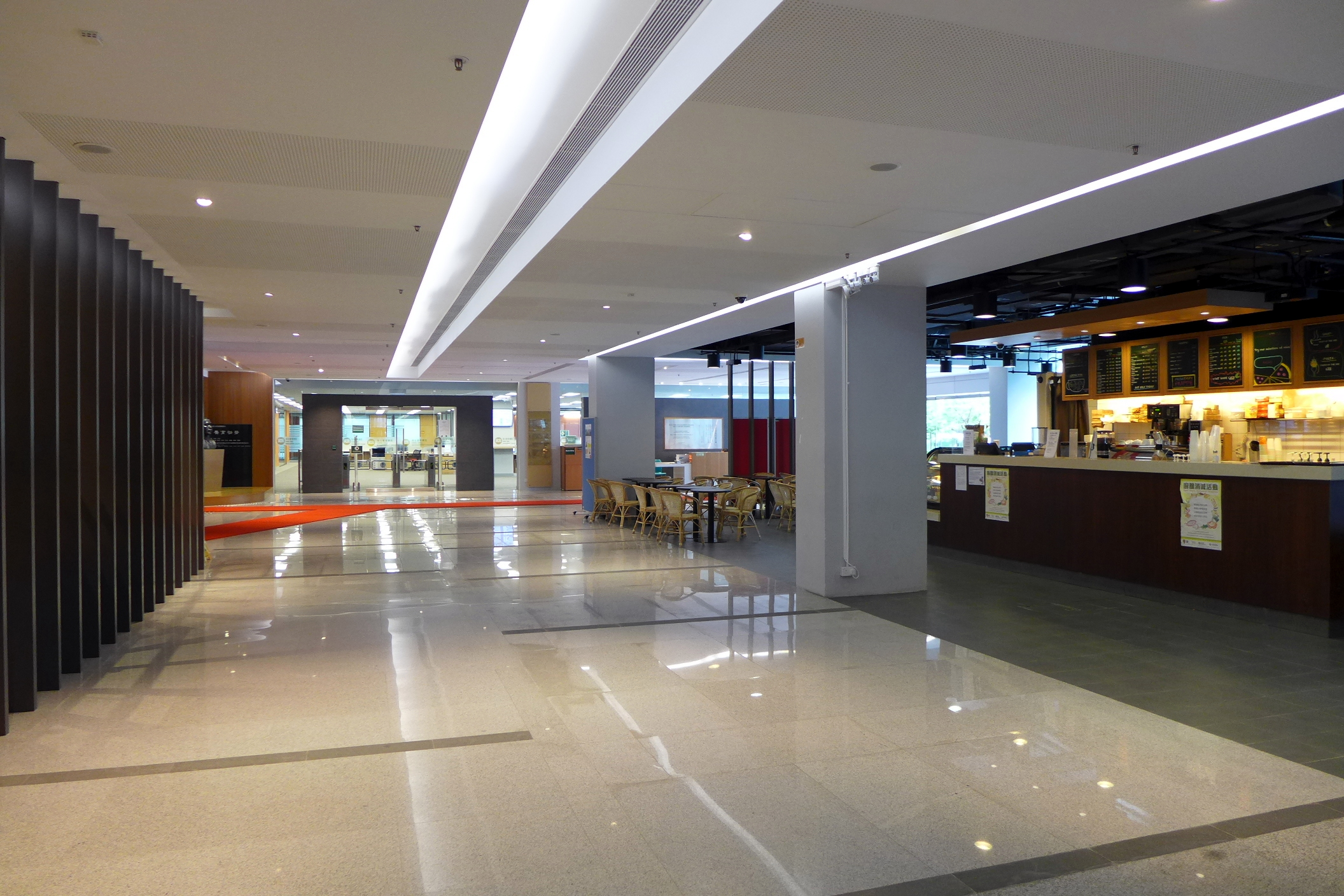
A 座地下

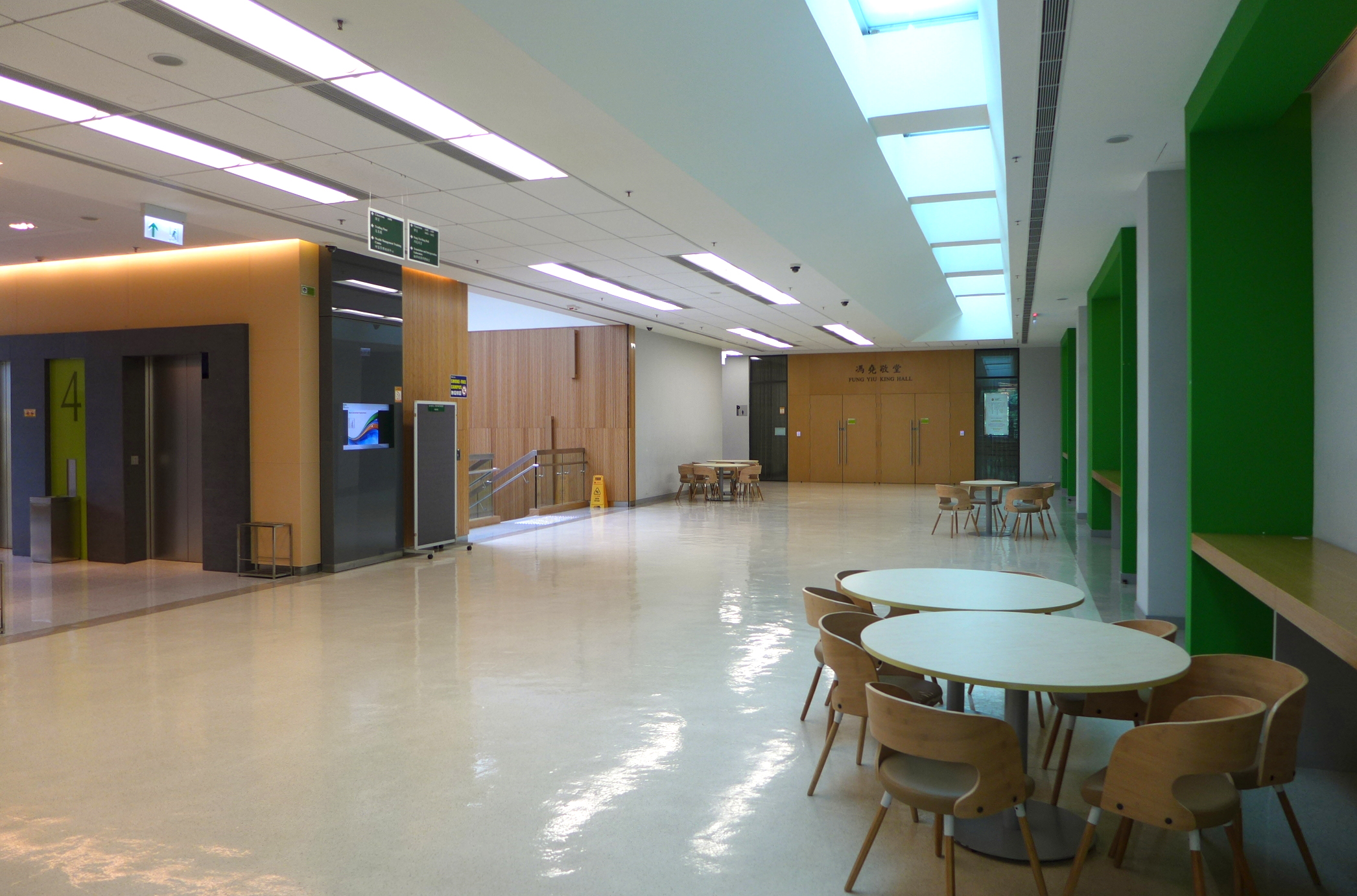
4樓教學室

- G/F: 香港恒生大學圖書館（页面存档备份，存于）（參考圖書館）：參考及指定參考館藏、24小時研習區、學習共享空間、特藏室、列印室、小組討論室；恒大咖啡閣HSUHK Café、學生會福利合作社、圖書館（24小時自修室、討論室、特別館藏室）
- 1/F: 香港恒生大學圖書館（页面存档备份，存于）（借閱圖書館）：流通、期刊及CFA&CPA館藏、學習共享空間、研習室、小組討論室、電子學習室、電腦室、自修區、個人自修室
- 2/F: 香港恒生大學圖書館（页面存档备份，存于）（多媒體圖書館）：多媒體館藏、小組視聽室；語言學習中心、決策科學科技實驗室、教學室、平台花園草地戶外休憩處、語言學習中心
- 3/F：課室、電腦室 、黎樹枝教室、龐熊少珠講堂、旭日講堂
- 4/F: 馮堯敬堂（配備即時傳譯會議廳）、金融交易實驗室、翻譯及傳譯實驗室、虛擬實境及大數據分析中心、行為實驗室、課室
- R/F：天窗、屋頂花園

A 座何善衡教學大樓於2012年9月17日正式啟用。
教學樓低層設有圖書館，內設參考及指定參考館藏及學習共享空間；中層為多功能教學室、多媒體館藏及語言學習中心和決策科學科技實驗室；頂層設有虛擬實境中心 – 虛擬實境及大數據分析研究實驗室、金融交易實驗室及備有即時傳譯設備的會議廳 ─ 馮堯敬堂。何善衡教學大樓曾獲香港綠色建築議會頒發「綠建環評新建建築1.1版最終鉑金級」認證和環境保護署頒發「室內空氣質素檢定證書卓越級」。

### 袁炳濤校園 D 座利國偉教學大樓（D Building）
- G/F 及 M/F： 藝術廊
- 1/F： D Corner、香港錢幣展覽廊
- 2/F： 演藝廳、平台花園、肖潭平何元鳯堂、黃紹雄張麗卿教室、課室
- 3/F： 多媒體培訓中心、廣播培訓中心、應用統計實驗室、張華強博士伉儷教室、李沛良伉儷教室、蘇祖耀李蕙芬教室、電腦室、課室
- 4/F： 平台花園、曾永華伉儷教室、利基教室、課室
- 5/F – 8/F： 學系及行政辦公室、課室
- 8/F： 高級教職員辦公室、李秉源會議廳

袁炳濤校園利國偉教學大樓於2013年9月2日正式啟用。
大樓低座設有可容納400多人的頂尖級演藝廳，供國際會議、展覽及表演之用。大樓另設有教學室、廣播培訓中心、多媒體培訓中心、學系及行政辦公室。頂層設有高級教職員辦公室及李秉源會議廳。利國偉教學大樓曾獲香港綠色建築議會頒發「綠建環評新建建築1.1版最終鉑金級」認證，環境保護署頒發「室內空氣質素檢定證書卓越級」和機電工程署頒發「建築物能源效益守則遵行規定證書」。

### B 座李兆基綜合大樓（B Building）
- G/F：室內游泳池、啟廸廊
- 1/F： 多用途活動室、音樂室
- 2/F： 健身室、舞蹈室、室內運動場
- 3/F： 學生組織會議室
- R/F：  屋頂花園、有機蔬菜種植場

B 座李兆基綜合大樓（康樂活動中心）於2013年10月17日竣工，於2013年11月4日分階段開放及啟用，並於2019年4月3日舉行命名典禮。
大樓設有六條線道的全天候室內恆溫游泳池、麵館、室內運動場及學生組織會議室。室內運動場可用作五人足球場、羽毛球場及籃球場等。李兆基綜合大樓另設有健身室、多用途活動室、舞蹈室及音樂室，並於屋頂設置有機蔬菜種植場及綠化竹林優閑活動空間。李兆基綜合大樓曾獲香港綠色建築議會頒發「綠建環評新建建築1.1版最終鉑金級」認證，環境保護署頒發「室內空氣質素檢定證書卓越級」和機電工程署頒發「建築物能源效益守則遵行規定證書」。

### C區 偉倫廣場
偉倫廣場為一個綠色的露天廣場及庭院，設有林大輝鐘樓及分層流水瀑布。整項工程已於2014年3月初竣工並開放使用。

### 香港恒生大學賽馬會住宿書院

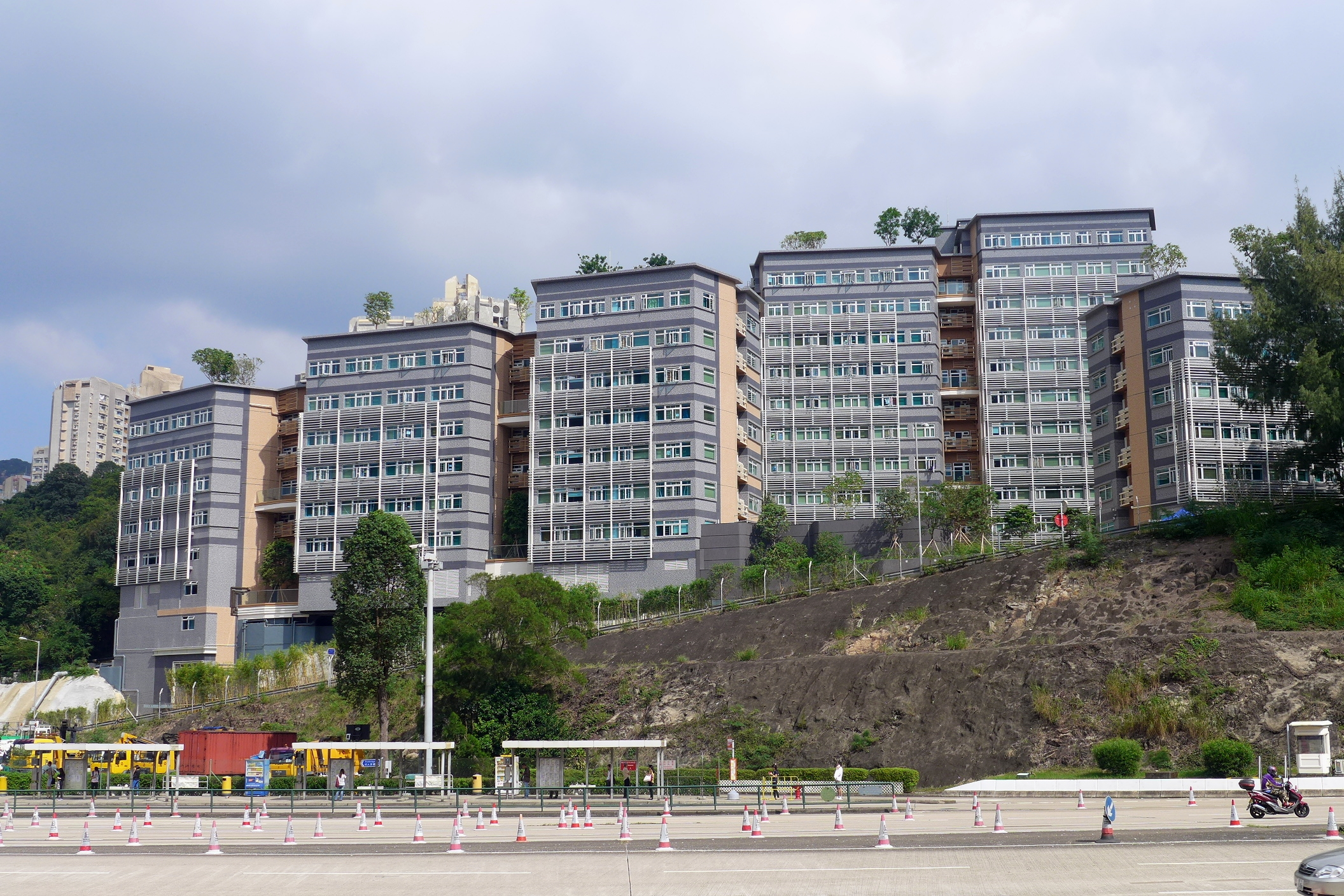
賽馬會住宿書院

恒大獲香港賽馬會慈善信託基金捐助港幣二億元，興建香港恒生大學賽馬會住宿書院。舍堂由三幢不同高度的建築組羣而組成，分為四個書院，依山而建，毗鄰主校園，共有約四百間房間，可容納約一千二百名宿生。舍堂獲香港綠色建築議會發出「綠建環評」（BEAM PLUS）1.2 版「新建建築暫定鉑金級」認證。宿生能以學生證進出舍堂及使用空調及洗衣機。
基於校園規劃，學生宿舍Ｆ區地段將依從A座至D座之建築設計，部份外牆會以玻璃幕牆及陶瓷板組件建成。另外，超過百分之三十之面積將會進行綠化。部份照明系統將以太陽能板供電。舍堂大樓低層設有活動室、自修及娛樂室、儲物及洗衣房、信箱及大堂管理處及戶外休憩廣場。此項目已於2015年9月竣工並開放宿生使用。
新書院群轄下四個書院：
- 利易海倫博文書院（Lee Yick Hoi Lun Mosaic College 、RC1）
- 善衡康活書院（S H Ho Wellness College、RC2）
- 潘燊昌樂群書院（Patrick S C Poon Amity College、RC3）
- 馮堯敬綠延書院（Fung Yiu King Evergreen College、RC4）

### 創意人文館
- G/F: 演講廳、課室（1個）
- M/F: 連接M座
- 1/F: 展覽廊、課室（1個）
- 2/F: 活動室（1個）、學系及行政辦公室
- 3/F - 4/F: 學系及行政辦公室

「創意人文館」是一座兼顧環保和可持續發展的新大樓，位於校園最具歷史部分和新近開發項目之間，貫通校園新舊建築，同時喻意「新舊」連接起來。大樓設有展覽廊、課室、演講廳及學術辦公室。「創意人文館」於2023年12月獲香港綠色建築議會頒發「綠建環評新建建築2.0版暫定鉑金級」認證，此項目同時獲得香港測量師學會頒發「QS大獎（創新服務）金獎」。
從建築設計到施工，各個環節都融入了環保元素以減低碳足跡，例如採用具高效能的照明和電源設施、環保建築材料、建築信息模擬（BIM）支援的整合設計和其他文件系統。太陽能光伏系統亦為樓宇的一般照明和電源提供替代能源。

## 資料與統計數字

### 校園面積
| 區域/大樓 | 區域面積（平方米） | 樓面面積（平方米） |
| --------- | ------------------ | ------------------ |
| A         | 5,650              | 11,595             |
| B         | 26,659             | 6,703              |
| C         | 26,659             | 1,199              |
| D         | 26,659             | 14,318             |
| M         | 26,659             | 9,376              |
| N         | 26,659             | 3,305              |
| F         | 7,721              | 14,525             |
| 總面積    | 40,030             | 69,001             |

### 學生人數
（2023／24年度）
| 課程       | 學生  | 男    | 女    |
| ---------- | ----- | ----- | ----- |
| 學士課程   | 5,911 | 49.2% | 50.8% |
| 研究生課程 | 855   | 42.6% | 57.4% |

### 本科課程新生人數
（2023／24年度）
| 一年級 | 高年級 | 所有年級 |
| ------ | ------ | -------- |
| 872    | 874    | 1,746    |

- 包括自資學士學位課程及「指定專業／界別課程資助計劃」學位課程的申請人

### 教授資歷
- 擁有博士學位的教授︰98.3%
- 整體師生比例︰1：23.2（2023/24年度）

## 學生組織
香港恒生大學學生會前身大專部學生會隸屬於恒管校方，而後來學生會（原名：本科部學生會）則為獨立註冊社團。 

### 學生會 Students' Union
香港恒生大學學生會（前稱恒生管理學院學生會）為唯一代表全體學士學位課程學生之組織，所有學生繳交會費後均為該會會員。該會於2010年9月開始籌備成立，並於同年11月舉行第一屆幹事會及系會選舉。
該會第一屆幹事會就職典禮於2011年3月29日舉行。2011年度，學生會設有幹事會，料於翌年該會方可成立其他組織（如：學生評議會）。
與大專部學生會不同，該會乃直接向香港警務處註冊為合法社團，而非隸屬於香港恒生大學校方的。
2014年會名由恒生管理學院本科部學生會改為恒生管理學院學生會。2019年跟隨大學正名修改會章，會名改為香港恒生大學學生會。
香港恒生大學學生會由學生會幹事會、學生會評議會及學生會編輯委員會組成，以上三學生團體均受會員大會監察。
學生會評議會組成方法如下：學生會現屆代表1名、學生會上屆代表4名、編委會現屆代表1名、編委會上屆代表4名、各系系會評議會代表5名、學會及會社代表5名、上屆評議員1名、普選評議員共6名。
| 屆別     | 行政年度    | 當選內閣          | 主席           | 內務副主席      | 外務副主席     | 常務秘書長 | 財務秘書       | 內務秘書      | 外務秘書 | 其他幹事 |
| -------- | ----------- | ----------------- | -------------- | --------------- | -------------- | ---------- | -------------- | ------------- | -------- | --- |
| 第一屆   | 2011－2012* | Vista（展望）     | 許樂怡         | 葉子新 #—連澤霖 | 黃進邦#—蔡梓濤 | –          | 黎浩然／吳銳恆 | 周旖晴        | 麥昕蕾   | （福利）區凱文/甘可怡、（公共關係）謝海琪/高顗傑、（活動）潘仙詠/羅家明、（宣傳及出版）謝偉森/陳詠詩、（人力資源）黃發可/張嘉華             |
| 第二屆   | 2012－2013* | Step-up（前）     | 薛嘉明         | 戎誌鋒          | 陳雅婷         | －         | 林嘉欣         | 余泳恩        | 林銘欣   | （福利）莊丙午、（公共關係）黃沛鍾、（宣傳）張子煒、（文娛）林溢豐、（出版）余俊螢、（學術）余弘治、（體育）黃偉麟                          |
| 第三屆   | 2013－2014  | Union（同）       | 許振邦         | 陳芷昕          | 莊丙午         | 虞柏燊     | 賴曉儀         | 倫英傑        | 李蔚樂   | （時事）魏豪震、（福利）馬俊權、（公共關係）張志強、（文娛）莊嘉曦、（出版）馮樂怡                                                          |
| 第四屆   | 2014－2015  | Vigor（毅）       | 何俊陞         | 李冠鋒          | 區惠強         | 黃婉清     | 張智龍         | 黃紫彤        | 孔嘉希   | （時事）溫諾賢、（常務）陳奕亨、（福利）姚錦泰、（公共關係）鄧雪樺、（出版）周雪妍、（場資）王裕哲、（學術）黃立培                          |
| 第五屆   | 2015－2016  | Strive（勵）      | 廖卓賢#—李穎怡 | 李穎怡          | 湯家樂         | 盧彥熹     | 馬永恒         | 文穎婷        | 倪敏珈   | （常務）李芷菁、（福利）郭峻/許穎琛、（公共關係）楊雅晴、（宣傳及資訊）潘維陽、（場地及物資）黃卓麟                                         |
| 第六屆   | 2016－2017  | Sober（睿）       | 黃俊霖         | 黎家榮          | 周伯臻         | 莫穎宜     | 黃美儀#        | 顧易          | 黎穎彤   | （時事）徐梓揚、（內福）顏溢漳、（外福）楊雅晴、（公共關係）馬俊宏、（場地及物資）葉兆筠、（宣傳及出版）陳仲謙                              |
| 第八屆   | 2018－2019  | Embark（啟）      | 李翔鵠         | 高正言          | 符家誠         | 李淑儀     | 湯家樂         | 黃子滔        | 陳翠薇   | （常務）鄭棨然# |
| 第九屆   | 2019－2020  | Descendants（承） | 李翔鵠         | 湛雲隆          | 符家誠         | 萬海耀     | 黃子滔         | 李凱婷        | 鄧芷盈   | （時事）陳翠薇、（公共關係）李淑儀、（場地及物資）高正言                                                                                    |
| 第十屆   | 2020－2021  | Kainotomos（革）  | 譚國欣         | 陳琬喻          | 鍾浩軒         | 鄧旻龍     | 李竣軒         | 靳曉薇        | 李欣諭   | （福利幹事）蘇偉達、（財政幹事）林尚錕#、（時事祕書）張卓賢、（活動幹事）熊顥喬、（資訊科技及公共關係幹事）湛雲隆、（場地及物資幹事）李浩熙 |
| 第十一屆 | 2021－2022  | Surmonter（逆）   | 梁俊賢         | 鄧穎琛          | 張婉雯         | 陳凱怡     | 周梓浩         | 周子皓        | 陳嘉樂   | （福利幹事）江進賢 |
| 第十二屆 | 2022－2023  | Infinitas（翰）   | 吳佩詩#—林思然 | 張藝心          | 林思然—陳梓慧  | 陳樂謙     | 譚偉濤         | 黃穎筠        | 劉焯瑤   | （活動幹事）司徒竣軒 |
| 第十三屆 | 2023－2024  | 從缺              | 臨時行政委員會 |                 |                |            |                |               |          | |
| 第十四屆 | 2024－2025  | Novator（尚）     | 林霆騫         | 黃耀申          | 邱詩慧         | 陳文皓     | 單志輝         | 李柏言/傅宛慧 | 鄭舜怡   | （福利幹事長）李嘉軒、（福利幹事）張瑞奇、（福利幹事）譚廸勤、（行政幹事）倫昌頌、（公共關係幹事）鍾泳欣                                    |

工商管理學系會（已被評議會永久終止系會資格）
| 屆別   | 行政年度   | 當選內閣          | 主席   | 副主席 | 副主席 |
| ------ | ---------- | ----------------- | ------ | ------ | ------ |
| 第一屆 | 2011－2012 | 商聚              | 黎達成 | 林惠業 | 蔡家軒 |
| 第二屆 | 2012－2013 | 商伴              | 麥駿熙 | 巫浚銘 | 張曉琳 |
| 第三屆 | 2013－2014 | 商信              | 文志烽 | 李振程 | 潘曉詩 |
| 第四屆 | 2014－2015 | 商承              | 王嘉翊 | 何焯儀 | 阮子殷 |
| 第五屆 | 2015－2016 | Prominent（商雋） | 盧偉康 | 陳俊雄 | 張卓媛 |
| 第六屆 | 2016－2017 | Unison（商睿）    | 馬子珞 | 譚少堅 | 梁桀汶 |
| 第七屆 | 2017－2018 | Valiant（商宥）   | 萬雨廷 | 冼煒軒 | 李卓穎 |
| 第八屆 | 2018－2019 | Zealous（商彥）   | 鍾卓恆 | 李喬進 | 李頌思 |
| 第九屆 | 2019－2020 | Pivotal （商昱）  | 李浩軒 | 黃浩銘 | 趙樂桁 |

商務翻譯學系系會
| 屆別   | 行政年度   | 當選內閣             | 主席   | 副主席 | 副主席 |
| ------ | ---------- | -------------------- | ------ | ------ | ------ |
| 第一屆 | 2011－2012 | Transformer          | 許諾誼 | 蘇良信 | 梁靖琪 |
| 第二屆 | 2012－2013 | Invictus（譯轉）     | 虞柏燊 | 林諾沂 | 徐穎   |
| 第三屆 | 2013－2014 | Volar（魄譯）        | 陳幗欣 | 胡穎熙 | 張伊妮 |
| 第四屆 | 2014－2015 | Eminence（卓譯）     | 羅燿承 | 張浩榮 | 陳美榆 |
| 第五屆 | 2015－2016 | Pheidippides（譯烽） | 陳梓邦 | 陳俊瑋 | 沈嘵琳 |
| 第六屆 | 2016－2017 | Helios（譯晨）       | 余嘉浩 | 黃嘉甄 | 蔡詩琦 |
| 第七屆 | 2017－2018 | Sancus（譯言）       | 陳諾童 | －     | 范若蘭 |
| 第八屆 | 2018－2019 | Caelus（譯宏）       | 陳希朗 | 李希榕 | 黎詠彤 |

供應鏈管理工商管理學系系會
| 屆別     | 行政年度   | 當選內閣         | 主席   | 副主席 | 副主席 |
| -------- | ---------- | ---------------- | ------ | ------ | ------ |
| 第一屆   | 2011－2012 | Elements         | 林文傑 | 林海洇 |        |
| 第二屆   | 2012－2013 | Chaink（鏈繫)）  | 呂曉峰 | 盧翠欣 | 黃柏裕 |
| 第三屆   | 2013－2014 | Catena（鏈芯）   | 曾俊杰 | 蘇樂軒 | 蘇國炎 |
| 第四屆   | 2014－2015 | Unify（鏈輪）    | 何耀星 | 李旻珊 | 梁逸俊 |
| 第五屆   | 2015－2016 | Axis（鏈軸）     | 羅鈞祐 | 林穎怡 | 伍銳熹 |
| 第六屆   | 2016－2017 | United（鏈聚）   | 陳永逸 | 盧琳琳 | 蘇啟熹 |
| 第七屆   | 2017－2018 | Savitr（鏈曜）   | 廖凱揚 | 陳浩坤 | 吳梓維 |
| 第八屆   | 2018－2019 | Arete（鏈懿）    | 馮智遠 | 葉美妍 | 周昭錚 |
| 第九屆   | 2019－2020 | Syzygy（鏈皚）   | 李祉穎 | 陳大一 | 袁偉倫 |
| 第十屆   | 2020－2021 | Eunoia（鏈煦）   | 陳國棟 | 葉恩豪 | 張展浚 |
| 第十一屆 | 2021－2022 | Solasta（鏈灝）  | 姚皓琨 | 郁浩賢 | 吳子聰 |
| 第十二屆 | 2022－2023 | Zephyrus（鏈檒） | 楊定一 | 梁柏賢 | 林昭樑 |
| 第十三屆 | 2023－2024 | Amethyst（鏈曦） | 許柏軒 | 徐子朗 | 王文浩 |
| 第十四屆 | 2024－2025 | Cepheus（鏈皢）  | 譚子俊 | 蔡君亮 | 劉泳霖 |

新聞及傳播系系會
| 屆別     | 行政年度   | 當選內閣        | 主席   | 副主席 | 副主席 |
| -------- | ---------- | --------------- | ------ | ------ | ------ |
| 第一屆   | 2012－2013 | 薪民*           | 李俊杰 | 陳芷昕 | 陳佳恩 |
| 第二屆   | 2013－2014 | 蜂傳            | 顏敬濠 | 崔子俊 | 陳頴妍 |
| 第三屆   | 2014－2015 | Whigs（承傳）   | 趙紫彬 | 梁杰華 | 何城鋒 |
| 第四屆   | 2015－2016 | Wise（博聞）    | 曾敬文 | 李佩霖 | 余展豪 |
| 第五屆   | 2016－2017 | Elpis（驥傳）** | 劉卓瑩 | 張嘉靜 | 陳沛聰 |
| 第七屆   | 2018－2019 | Blaze（燄傳）   | 陳智成 | 陳靖祈 | 何鎧詒 |
| 第九屆   | 2020－2021 | HILFS（翊傳）   | 黃澔朗 | 姚嘉希 | 譚梓鍵 |
| 第十屆   | 2021－2022 | Miracle（傳騏） | 鍾安琪 | 楊雙如 | 梁加諾 |
| 第十一屆 | 2022－2023 | Morii（傳映）   | 鄭皓彥 | 林煒欣 | 留蘊約 |

註：* 原候任內閣「ACE」由於侵權醜聞被宣佈當選無效，須進行重選，並由「薪民」勝出。
** 第一次選舉由於會員名單未更新被宣佈當選無效，須進行重選，並由「驥傳」勝出。
綜合工商管理學系系會
| 屆別   | 行政年度   | 當選內閣          | 主席   | 副主席 | 副主席 |
| ------ | ---------- | ----------------- | ------ | ------ | ------ |
| 第一屆 | 2021－2022 | Ingeunity（綜曉） | 張詠晴 | 朱雪君 | 曾楚婷 |
| 第二屆 | 2022－2023 | Aigrette（綜羽)   | 林宏輝 | 趙詠芝 | 古鄖天 |

市場學系系會
| 屆別   | 行政年度   | 當選內閣           | 會長   | 副會長 | 副會長 |
| ------ | ---------- | ------------------ | ------ | ------ | ------ |
| 第一屆 | 2021－2022 | Scrupulous（市鵠） | 李寶怡 | 趙頌婷 | 梁穎豪 |
| 第二屆 | 2022－2023 | Luminous（市晢）   | 陳雪怡 | 陳政東 | 羅慧文 |

應用及人本計算學學系系會
| 屆別   | 行政年度   | 當選內閣           | 主席   | 副主席 | 副主席 |
| ------ | ---------- | ------------------ | ------ | ------ | ------ |
| 第一屆 | 2018－2019 | AHCCompany（同恆） | -      | -      | -      |
| 第二屆 | 2020－2021 | Ahinco（桁本）     | 李亭慰 | 梁臻劭 | 謝巧妍 |
| 第三屆 | 2021－2022 | Aquatico（洐本）   | 陳彥彤 | 陳穎怡 | 黃智霖 |
| 第四屆 | 2022－2023 | Eiheit（凝本）     | 陳嘉熙 | 陳學智 | 鄭心昊 |

英文學系系會
| 屆別   | 行政年度   | 當選內閣          | 主席   | 副主席 | 副主席 |
| ------ | ---------- | ----------------- | ------ | ------ | ------ |
| 第一屆 | 2013－2014 | Emplexion（英姿） | 蕭婷勻 | 陳昫圻 | 伍佩恩 |
| 第二屆 | 2014－2015 | Enlighten（邃英） | 倪敏珈 | 盧嘉蔚 | 張京揚 |
| 第三屆 | 2015－2016 | Epiphany（英悟）  | 黃健彤 | 關敏   | 劉祉昕 |

亞洲研究學系系會
| 屆別   | 行政年度   | 當選內閣           | 主席   | 副主席 | 副主席 |
| ------ | ---------- | ------------------ | ------ | ------ | ------ |
| 第一屆 | 2018－2019 | Eternity（曜研）   | 田福豪 | 柯澤源 | 梁綽恩 |
| 第四屆 | 2021－2022 | Polaris（星研）    | 林偉軒 | 劉哿寧 | 蕭穎琳 |
| 第五屆 | 2022－2023 | Gypsophila（凝研） | 王銘霖 | 陳錦濤 | 周嘉進 |

精算及保險學系系會
| 屆別   | 行政年度   | 當選內閣            | 主席   | 副主席 | 副主席 |
| ------ | ---------- | ------------------- | ------ | ------ | ------ |
| 第一屆 | 2017－2018 | Spirit（精魂）      | 梁家寶 | 戴啟欣 | 關子鋒 |
| 第二屆 | 2018－2019 | Providens（精睨）   | 鄧煒橋 | 蕭煒峰 | 王家聰 |
| 第三屆 | 2021－2022 | Eloquence（精濤）   | 許予輝 | 劉德諾 | 關朗然 |
| 第四屆 | 2022－2023 | Serendipity（精漩） | 陳日朗 | 李映彤 | 戴藹晴 |

中文學系系會
| 屆別   | 行政年度   | 當選內閣         | 主席   | 副主席 | 副主席 |
| ------ | ---------- | ---------------- | ------ | ------ | ------ |
| 第一屆 | 2016－2017 | Aurora（中曦）   | 何嘉穎 | 何哲旻 | 陳梓澄 |
| 第二屆 | 2017－2018 | －               | －     | －     | －     |
| 第三屆 | 2018－2019 | Artemis（中曉）  | 薛楚潮 | 徐希汶 | 戴永濠 |
| 第四屆 | 2019－2020 | Astral（中昇）   | －     | －     | －     |
| 第五屆 | 2020－2021 | Virtuous（中賢） | 蔡雪盈 | 施頌恩 | 鄭曉恩 |
| 第七屆 | 2022－2023 | Vigorous（中昕） | 黃靖茵 | 陳倩敏 | 江彥楓 |

數據科學及商業智能學學系系會
| 屆別   | 行政年度   | 當選內閣           | 主席   | 副主席 | 副主席 |
| ------ | ---------- | ------------------ | ------ | ------ | ------ |
| 第一屆 | 2015－2016 | Dashing（無據）    | 陳彥臻 | 楊佳浚 | 韋梓峯 |
| 第二屆 | 2016－2017 | Protential（潛能） | 關永林 | 陳穎生 | 張學賢 |
| 第三屆 | 2017－2018 | Sagacity（睿智）   | 蒙彧   | 陳耀民 | 李冠東 |
| 第四屆 | 2018－2019 | Atlas（科寰）      | 蔡錦茵 | 馮煒洸 | 蒙彧   |
| 第五屆 | 2019－2020 | Trident（數泓）    | 張昊臻 | 雷卓穎 | 黃俊然 |
| 第六屆 | 2020－2021 | Horizon（數延）    | 阮仲禧 | 黃傲楊 | 黃琬婷 |
| 第七屆 | 2021－2022 | Vortex（數凝）     | －     | －     | －     |
| 第八屆 | 2022－2023 | Perigee（數澔）    | 劉毅生 | 陳家輝 | 姚啟儒 |

哲學、政治與經濟學學系系會
| 屆別   | 行政年度   | 當選內閣            | 主席   | 副主席 | 副主席 |
| ------ | ---------- | ------------------- | ------ | ------ | ------ |
| 第一屆 | 2023－2024 | Platink（思濬）     | 陳翰翹 | 譚敏妤 | 林師瀚 |
| 第二屆 | 2024－2025 | Heliophilia（釉晹） | 鄭遵明 | 張晉   | 鍾嘉傑 |

恒大粵語辯論隊
| 屆別   | 行政年度   | 成員   | 成員   | 成員   | 成員   | 成員   | 成員   | 成員 |
| ------ | ---------- | ------ | ------ | ------ | ------ | ------ | ------ | ---- |
| 第六屆 | 2020－2021 | 陳學心 | 陳庭芳 | 慈子子 | 蔡金玲 | 李成昌 | 楊依晴 |      |

基督徒團契
| 屆別   | 行政年度   | 當選內閣 | 主席   | 副主席 | 副主席       |
| ------ | ---------- | -------- | ------ | ------ | ------------ |
| 第一屆 | 2019－2020 |          | 陳蹟   |        |              |
| 第二屆 | 2020－2021 |          | 鄧翠文 | 何佩龍 | 陳子晧(宣傳) |

## 爭議事件

### 迎新營意識不良
2016年9月，恒生管理學院（現香港恒生大學）迎新營活動因涉及意識不良引起而關注。據報道，Facebook專頁於2016年9月26日晚間上載一張轉載自Instagram的相片，相中2男1女學生穿上紫色T-shirt，上面寫上及英文字樣，相信是恒生管理學院的英文縮寫。三人正對鏡頭，女生跪在兩男中間，雙手分別放在兩男褲襠，並緊握拳頭似有所動作，附注寫上「體貼嘅組媽會為爸爸仔女帶來高潮 #hall1 #一樓一」，十分意淫。該照片引起網民熱烈討論，大多認為學生的動作過火，有傷風化：「其實ocamp點解比（畀）人印象咁唔好，就係有啲人玩到唔識分寸！」，「搞咩搞到大學生唔似大學生，好失禮。」希望活動搞手及涉事學生反思。有網民質疑「到底有乜咁好玩」，狠斥恒管學生「人蠢冇得醫」，並諷刺道「恭喜，又可以上新聞」。
除此之外，網絡上亦一直流傳另一張恒生管理學院迎新營的意淫相片。在相片中，兩名女生一左一右，分別對男子送上香吻，附注寫上「最錫的組女之二」，相信是恒管學生在迎新營期間拍下的相片。對此，網民表示「讀得恒管係咁上下」，「恒管特別多女做公廁 唔知點解」。

### 學生誠信備受質疑
在2017年9月10日，有網友在Facebook「名校 Secrets」上載兩張照片，顯示有人穿着恒管學生會金融學會的藍色迎新營T裇，其T裇背面所印英文出現拼寫錯誤，將「Society（學會）」誤寫成「Soicety」，而「Management（管理）」則拼寫成「Managcment」，引起熱議。有網民更笑指︰「自己學校名都串錯」；亦有網民指他們身為大專生卻犯低級錯誤︰「就算間公司印錯都應該識退貨啦」。
該學會在翌日9月10日在其Facebook專頁發表聲明，指營衣上的錯誤是“與製衣商之溝通問題所致”，同時附上與製衣商溝通的部分電郵內容截圖，以顯示由學會提供的營衣設計圖案內的英文字並無拼寫錯誤。然而，有關製衣商「恒峯行」其後亦發表聲明，展示同一封電郵截圖的完整版本，發現在學生提供的原圖中，的確將「 Society 」誤寫成「 Soicety 」，反映恒管學生有推卸責任之嫌，再引網民議論。不少網民都認為，該學會上載的部分電郵截圖明顯經過精心裁剪，顯然是刻意諉過製衣商，批評該學會「仲鬧番人轉頭 恒大仔惡到」，又嘲諷恒管學生「有特別既截圖技巧」。
迫於輿論壓力，該學會後於9月27日在Facebook專頁發表[更正聲明]，承認營衣上的錯誤是“本會的人為疏忽以及與印刷商恒峯行的溝通過程產生誤會所致”，並就事件向所有受影響同學以及恒峯行致歉。

### 學生宿舍吸毒醜聞
2018年4月12日（星期四）凌晨約2時，警方接獲恒生管理學院（現香港恒生大學）職員報案，指懷疑一學生宿舍房間有人吸食毒品。警方接報到場，按址到房間搜查，檢獲少量懷疑大麻草及懷疑毒品吸食工具。經調查後，警方拘捕兩名分別21歲及22歲恒管學生，涉嫌管有危險藥物。
恒生管理學院於4月20日對此回應稱，校方已就事件即時報警處理，強調恒管非常重視學生操守及學生宿舍的管理，對於任何涉嫌違規違法的行為都會嚴肅處理。但是由於警方仍在調查有關事件，需待警方調查完成後，再按校方有關紀律程序處理。

### 學生宿舍淫亂疑雲
2019年1月，蘋果日報與一名化名為Rainbow的恒大畢業生進行專訪，揭露恒大學生在宿舍的淫亂生活。據悉，Rainbow（化名）為香港恒生大學畢業生，在學期間曾經居住學校宿舍。Rainbow表示，曾與一班女同學於房間內飲酒談心，期間有人帶同兩名異性加入，有女生突然表示「好暈、好醉、好唔舒服！」其後女生步入房內洗手間「作嘔」，眾人打算關心她之際，打開洗手間門，卻發現她和一名男生摟在一起。由於男、女事主都各自有戀人，因此這一幕使得「大家都覺得好震驚」。其後，眾人睡意漸濃決定休息，豈料「當時一名女生與洗手間男事主正睡在其中一張床上，但忽然聽到洗手間女事主爬上佢哋張床！」Rainbow憶述，當時已關上燈準備休息，沒有人知道發生什麼事，黑暗中卻傳來一輪熱吻及撥弄東西的聲音，而「直到就快天光嘅時候，男、女事主一齊返左女事主間房」。
蘋果日報就事件向香港恒生大學查詢，而恒大則回應指，學校住宿書院屬男女分層，宿生出入書院需經過認證方可進出。宿生朋友可在指定訪客探訪時間內到訪（上午8:00至同日晚上11:00），惟校方強調，宿生不得在非探訪時間內進入異性樓層或異性房間。

### 學生被指虐待動物
2019年1月21至25日，恒生大學市場營銷學會「皓聚Savvy」舉行「MEGA SALES」市集，並在市集設撈金魚攤位作「壓軸活動」，供恒大學生玩樂。此舉被外界質疑活動不人道、有虐待金魚之嫌。該學會主席李同學後接受訪問稱，對事件感到「唔好意思」，但強調撈金魚並非學會的傳統，學會絕對無意虐待金魚。事件引起一部分網民的關注及討論，有網民為恒大學生辯護，質疑撈金魚是否真的構成虐待動物；亦有網民認為該學會道歉態度過於輕佻，揶揄道「恒大子係天之驕子，姿態冇需要擺得咁低」。
 

### 恒大學生「飲廁所水」事件
2020年5月1日，一段疑為恒大學生飲廁所水的短片在網上瘋傳，惹來網民熱議。片中，該學生身穿有「恒大工管」之上衣，在女生們「Cyrus!Cyrus!」的打氣聲中，舉起裝有廁所水的水杯，一飲而盡。。該事件引來網民猛烈的批評，有網民狠批「無腦比患新冠肺炎恐怖」，「大學生？佢地配咩？」，認為疫情期間更應注重個人衛生。另外，亦有網民認為事件甚為好笑，紛紛就此事將恒大學生揶揄一番。有網友譏笑說恒大學生應將「飲廁所水」加入「大學五件事」中，又嘲諷「冇飲過廁所水唔好話自己入過大學」。

### 邀請寵物零食網店贊助就職典禮事件
2018年4月5日，狗狗零食網店「曲奇咖啡室」在facebook專頁貼出「道歉啟事」，並附載一張對話截圖，顯示一名大專學生組織的成員邀請「曲奇咖啡室」，在本月25日的就職典禮上提供食物、甜品等，該學生表示「見你哋instagram、facebook page啲食物好吸引好靚，想問下你哋會唔會有興趣sponsor我哋，數量唔需要好多都得架，可能只係一盤For 30～50人左右已經好夠」。店主表示，大專生的邀請讓他們「超級震驚」。惟考慮到食品本身的硬度不太適合人類食用，店主最終選擇婉拒。有指該大專學生組織為恒生大學的某心理學會。不少恒大學生對此事深感不滿，於網絡平台上表示「恒管又要俾人笑」、「影響校譽」、「恒管既學生要柒幾多次至收手」，擔心該事件會讓外界對恒大學生有負面印象。

### 校長表示不參與大學「排名遊戲」
2018年11月9日，恒大舉行升格私立大學的正名啟動禮。在典禮上，恒大校長何順文強調恒生大學不會參與大學之間的「排名遊戲」，因為「大學應該有啲風骨，堅持自己嘅理念」，暗諷其他本地大學過於著重論文及研究，未能照顧到本科生的教學需求 。他又勸喻其他本地大學校長，對排名應該同樣「不參與、不回應」，「做好自己工作，提升水平已經足夠」。然而不少網民質疑恒生大學師資及學生質素和本地公立大學有明顯差距，較難提升排名。

### 遭黑客入侵事件
2018年11月21日，恒生大學全體師生的電郵帳戶懷疑因黑客入侵而突遭關閉，導致恒大學生的文件、功課均不能取存。直至翌日11時30分，所有帳戶才回復正常運作。恒大校方回應指對事件深感抱歉，直言會就此事檢討方案，確保若日後再發生事故，亦能保持一定內聯網服務，使資訊服務不受影響。

### 學生宿舍墮樓事件
2020年11月11日早上11時52分，校舍近後山近位置，有清潔工於後山打掃時，驚見一名年約20歲的男子疑由高處墮下，他倒臥後山重創。清潔工立即通知校方及報警，救援人員接報到場，證實男事主當場死亡。據了解，墮樓男子為大學的學生，初步相信男生昨晚(10日)由校舍墮下。警方正調查案件，男生的親友趕卧現場了解。

### 學生宿舍強姦事件
2022年5月6日，恒生大學賽馬會住宿書院發生強姦事件，一年級學生陳錦濤涉嫌在住宿書院某室，協助另一名一年級學生文偉倫及保險經紀朱紹勤強姦一名女子；文偉倫及朱紹勤則被控於強姦罪，並於5月9日在觀塘裁判法院提當，裁判官把案件押後至5月13日再提訊，以讓警方安排認人手續。
5月13日，案件在沙田裁判法院再訊，3名被告暫時毋須答辯。因應控方要求，案件押後至7月22日再訊，以待進行基因檢驗和翻查事主手機。其中一名被告批准以10萬元保釋外出，期間不得離港、須交出旅遊證件、報出居住地址及每日到警署報到；另外兩名被告則須在侯訊期間還押。
7月20日，其中涉嫌強姦的男學生文偉倫向高等法院申請保釋，獲准以港幣25000港元，及其母親25000元人事擔保外出。除以上保釋金及人事擔保外，該名男學生亦需遵守其他保釋件，包括交出旅行證件、不得離港、不得接觸控方證人等。至於另外兩名被告陳錦濤及朱紹勤，早前在裁判法院及高等法院已獲批保釋。

### 委任「阿里王子」為榮譽教授事件
2023年12月，阿聯酋杜拜統治家族成員 Sheikh Ali Rashed Ali Saeed Al Maktoum（「阿里王子」）訪問恒生大學，與何順文校長等學校高層會面。2024年3月26日，恒生大學委任「阿里王子」為榮譽教授及簽署合作備忘錄，並在大學官方網站發布標題為「恒生大學與阿聯酋皇室私人家族辦公室簽署合作備忘錄，致力促進東盟及亞太地區可持續發展」的新聞稿，發布何順文校長頒發證書的相片。同年4月，「阿里王子」的真實身份受到傳媒質疑。4月9日，傳媒發現恒生大學修改了3月26日的新聞稿，刪除了簽署合作備忘錄及委任阿里為恒大教授的內容，並將標題改「恒生大學亞太東盟綠色政策中心開幕」，僅保留一張相片，但對相片中阿里的身份和角色隻字不提。

## 校友及教授
- 朱子昭：新城廣播有限公司總經理（節目規劃及頻道運作）
- 林凱源：GoGoVan創辦人
- 崔潔彤：香港電台，晨光第一線節目主持
- 辛小華（Calvin Sun）：補習導師，嘉勳教育創辦人
- 周詩泓：前無綫新聞記者
- 胡鴻鈞：超級巨聲2亞軍，香港著名歌手、演員、主持，無綫電視男藝人
- 王俊杰：時事評論員，《香港民族論》編者
- 李啟迪：時事評論員，《香港民族論》編者
- 陳健麟：紀律部隊評議會主席團（2012−）
- 鄧日朗：前香港大學學生會會長，基本法推廣督導委會委員
- 李軒朗：前學聯秘書長，九龍角落主席，光復紅土遊行申請人
- 區翠華：宏恩基督教學院副校長（行政）
- 洪龍荃：基金經理，資產管理公司投資總監
- 陳家健：修身堂集團（上市編號8200）執行董事，香港大學校董
- 楊凱博：香港男童星及模特兒，無綫電視兼邵氏兄弟藝員
- 陳子晧: uplive熱門主播， 星島日報記者, 香港中文大學行政人員